# Дайксвілл (Вісконсин)
Дайксвілл (англ. Dyckesville) — переписна місцевість (CDP) в США, в округах Браун і Кевоні штату Вісконсин. Населення — 490 осіб (2020).

## Географія
Дайксвілл розташований за координатами 44°38′25″ пн. ш. 87°45′55″ зх. д. / 44.64028° пн. ш. 87.76528° зх. д. (44.640415, -87.765246).  За даними Бюро перепису населення США в 2010 році переписна місцевість мала площу 2,70 км², уся площа — суходіл.

## Демографія
Згідно з переписом 2010 року, у переписній місцевості мешкало 538 осіб у 224 домогосподарствах у складі 171 родини. Густота населення становила 200 осіб/км².  Було 330 помешкань (122/км²).
Расовий склад населення:
| - 96,8 % — білих - 0,7 % — корінних американців - 0,2 % — азіатів |

До двох чи більше рас належало 1,5 %. Частка іспаномовних становила 3,0 % від усіх жителів.
За віковим діапазоном населення розподілялося таким чином: 18,2 % — особи молодші 18 років, 59,1 % — особи у віці 18—64 років, 22,7 % — особи у віці 65 років та старші. Медіана віку мешканця становила 49,3 року. На 100 осіб жіночої статі у переписній місцевості припадало 110,2 чоловіків;  на 100 жінок у віці від 18 років та старших — 110,5 чоловіків також старших 18 років.
Середній дохід на одне домашнє господарство  становив 127 558 доларів США (медіана — 76 250), а середній дохід на одну сім'ю — 154 511 долар (медіана — 94 844). За межею бідності перебувало 2,5 % осіб, у тому числі 2,2 % дітей у віці до 18 років та 0,0 % осіб у віці 65 років та старших.
Цивільне працевлаштоване населення становило 223 особи. Основні галузі зайнятості: освіта, охорона здоров'я та соціальна допомога — 27,8 %, роздрібна торгівля — 17,5 %, виробництво — 12,6 %, транспорт — 11,2 %.